# Pushback

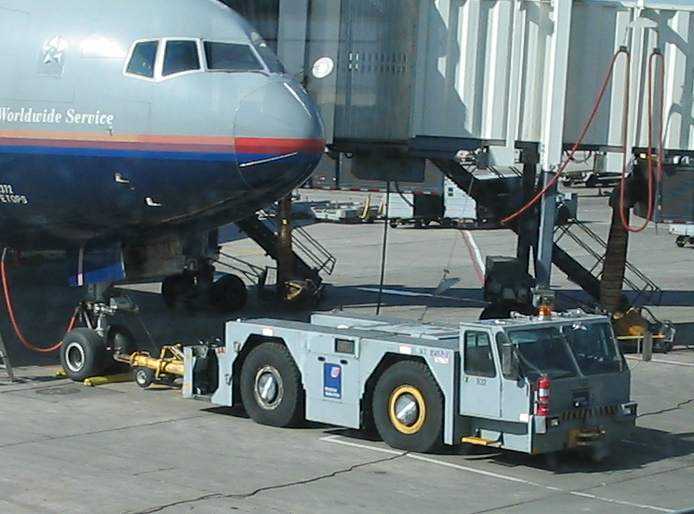
Un Boeing 777 al Denver International Airport agganciato al trattore di servizio.

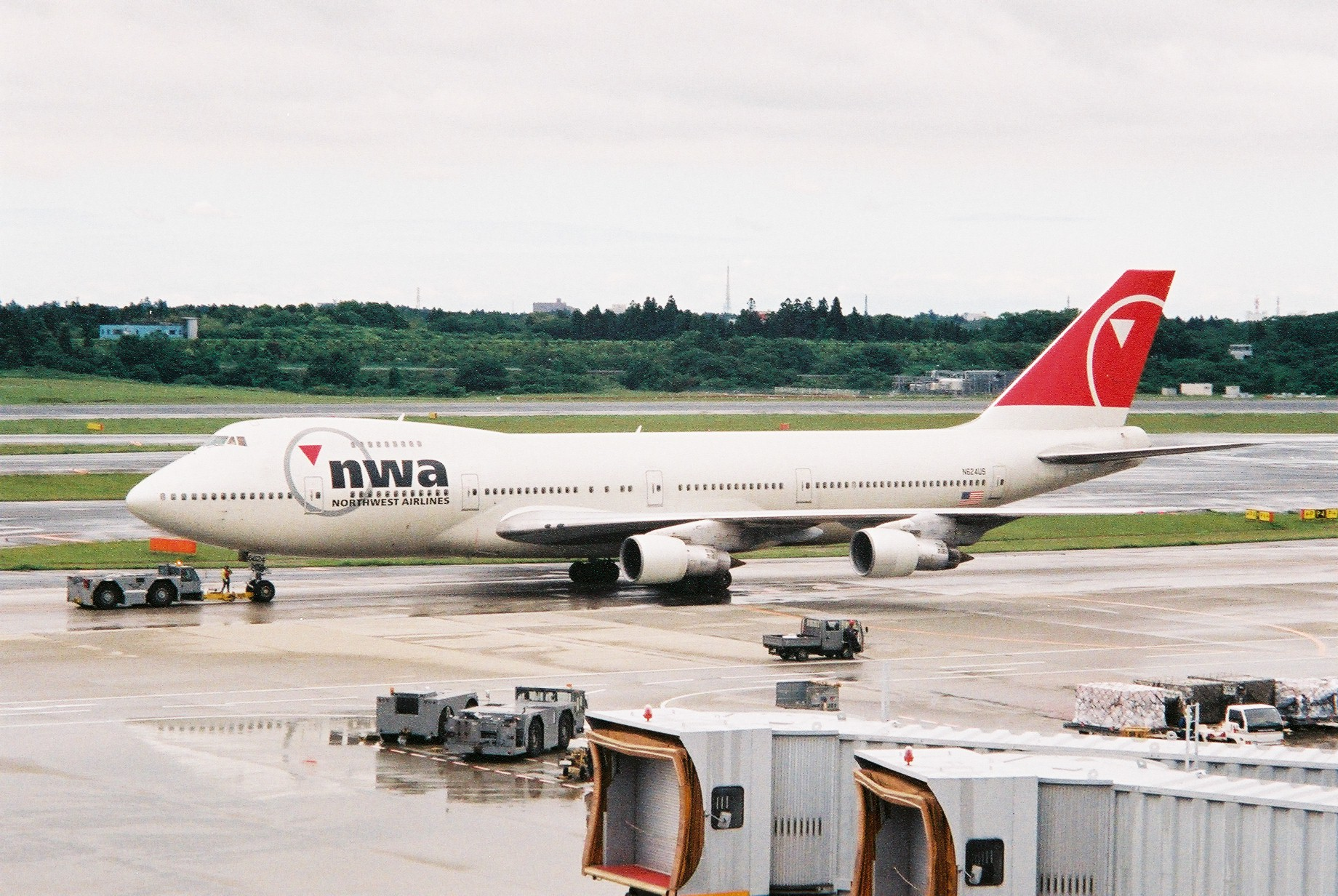
Un Boeing 747-251B della Northwest Airlines al Narita International Airport impegnato nelle operazioni di parcheggio.

Il pushback (letteralmente "spingi indietro") in ambito aeronautico è una procedura durante la quale un aeromobile viene trainato all'indietro, solitamente per allontanarlo da un'uscita aeroportuale, spostandolo dalla posizione di parcheggio e portandolo nella posizione da cui può iniziare il rullaggio. Pochi aerei possono muoversi all'indietro utilizzando gli inversori di spinta (una procedura denominata powerback). Questa è comunque una tecnica, che ove possibile (sui modelli che hanno questa possibilità) è comunque sconsigliata: gli agenti a terra hanno una visione globale dello spazio attorno al velivolo (i piloti no) e che quindi in caso possono intervenire subito, il getto dei reattori risultante può causare danni all'edificio del terminal ed alle attrezzature. I motori posti in prossimità del suolo possono anche soffiare sabbia e detriti in avanti e poi a risucchiarli nel motore, causando danni. Il pushback effettuato da un trattore è quindi il metodo spesso preferito per allontanare l'aeromobile dal terminal.
L'operazione viene svolta da uno speciale veicolo, detto trattore aeroportuale.

## Modalità
La procedura di pushback può essere eseguita in vari modi. Il primo prevede l'uso di un mezzo definito in linguaggio familiare "aragosta", tecnicamente nose-lifter, il secondo utilizza un mezzo ed una barra collegata all'aereo chiamata tow-bar, il terzo è il power-push.
Il fattore comune di queste modalità è rappresentato dall'utilizzo di un'attrezzatura per poter spingere indietro dal suo parcheggio l'aeromobile; vi sono altre due manovre, definite power-back e self manoeuvering che consentono il movimento autonomo dell'aereo senza ausilio di altre attrezzature.
Nella pratica "pushback" normalmente designa anche la procedura di accensione dei propulsori sotto il controllo dei piloti e degli agenti a terra, tuttavia esse rimangono azioni separate che devono essere specificatamente approvate singolarmente.

### Pushback nose-lifter

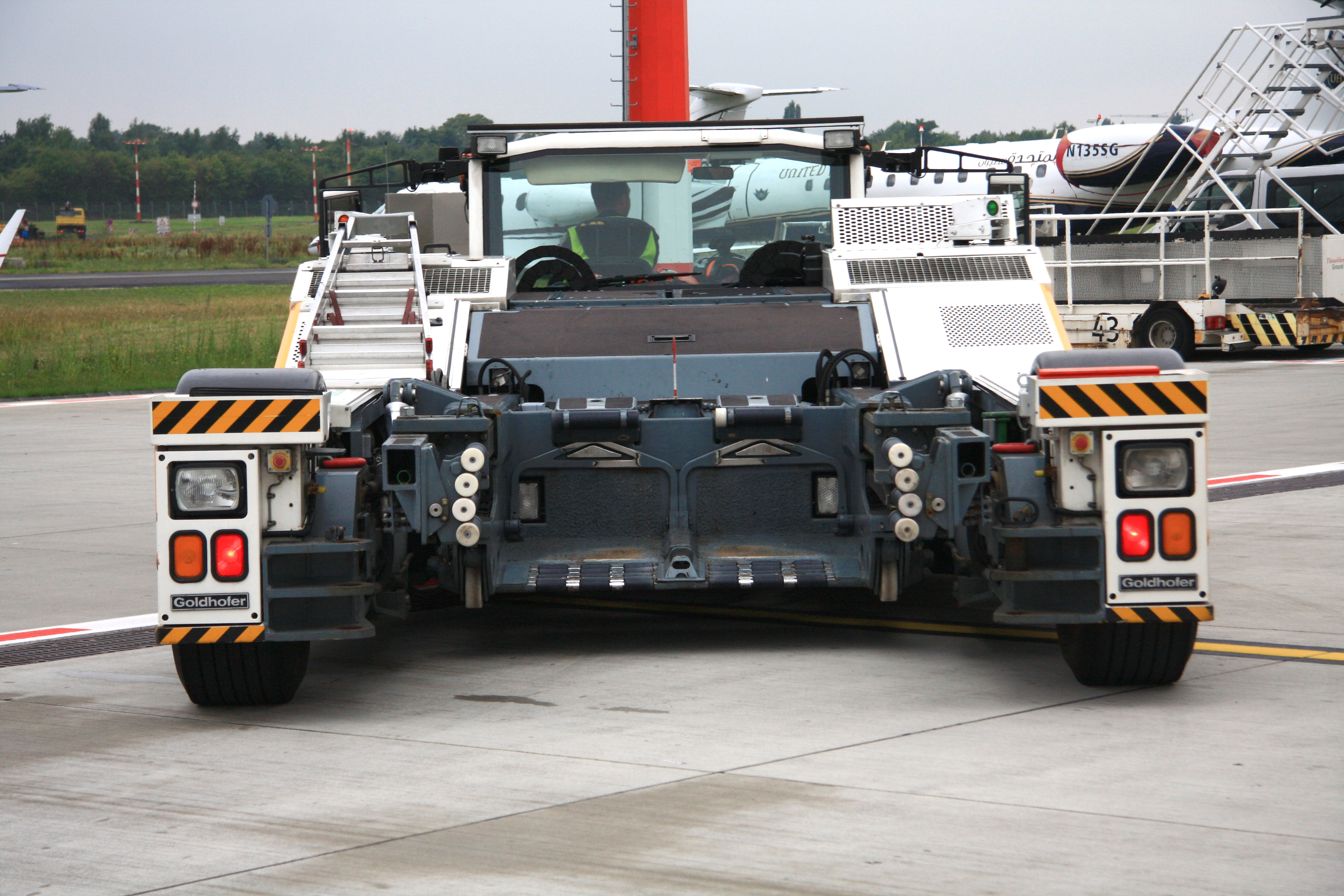
Pusback nose-lifter

Un trattore speciale guidato da un addetto aggancia il carrello anteriore dell'aereo così come una chela di granchio o aragosta aggancerebbe una preda (da qui il suo nome); una volta fatto combaciare il carrello anteriore alle guide del trattore, l'aereo viene fisicamente sollevato dal suolo di circa 20–40 cm (a seconda del trattore e dell'aereo), i piloti rilasciano i freni dell'aereo ed ha inizio la procedura di pushback.

### Pushback tow-bar
Così come per il nose-lifter, anche in questo caso il trattore è controllato da un autista ma anziché alzare l'aereo tramite il carrello anteriore, quest'ultimo viene collegato al trattore mediante una barra. L'aereo non viene alzato, ma solamente spinto indietro con tutte le ruote ben salde a terra.

### Pushback power-push
Consiste di un'attrezzatura che viene agganciata a uno dei carrelli posteriori (main gear). Una volta che i freni dell'aereo vengono rilasciati, l'addetto su un mezzo speciale comunica ai piloti attraverso una cuffia-microfono in che direzione girare il carrello anteriore.
Quest'ultima modalità si distingue dalle due precedenti in quanto è l'autista del mezzo a impostare la direzione e a controllare il movimento dell'aereo.

### Power-back
È un'altra modalità di manovra, eseguita senza l'ausilio di attrezzature specifiche, con la quale l'aereo, solitamente ad elica, modifica l'angolo delle pale e la rotazione, dando la possibilità all'aereo stesso di muoversi in retromarcia autonomamente.
Per la procedura completa vi è la necessità di almeno una persona (possono essere fino a 3) detta marshaller che tramite delle gestualità guida le manovre che i piloti devono compiere a terra, per completare l'operazione di allineamento sulla linea di rullaggio.

### Reverse Pushback
È praticato dall'aereo, quando per eseguire il pushback usa la potenza propria e l'inversore di spinta. Tuttavia questo tipo di manovra è vietata in praticamente tutti gli aerei turbojet in servizio (uno che fa eccezione è il Boeing 717); il motivo principale è che spingendo l'aria all'indietro, quest'ultima potrebbe portare con sé detriti raccolti dal suolo, e se aspirati a loro volta dal motore medesimo, danneggiarlo; inoltre utilizzando i comuni trattori da aeroporto si risparmia prezioso carburante che non deve essere bruciato per eseguire la manovra.

## Personale addetto ed esecuzione
L'addetto è chiamato headset man, oppure familiarmente, helper e spesso è l'agente di rampa. Egli si trova nei pressi del muso dell'aeroplano ed è collegato, tramite cuffie, con il comandante nella cabina di pilotaggio, ed è in contatto visivo, quando presente, con il trattore, che è manovrato dal cappista. In caso di avaria del sistema di comunicazione via radio, l'helper è addestrato a portare comunque a termine l'operazione ponendosi ancora più in vista al comandante dell'aeroplano e compiendo determinati gesti che grossomodo imitano l'accensione del motore ed il distacco del trattore aeroportuale.
Questa procedura è talvolta applicabile in caso di condizioni meteorologiche avverse con presenza di fulmini che potrebbero compromettere la sicurezza dell'headset man.
Comunque sia, il pushback non rientra nei compiti e nelle responsabilità dei controllori di volo (nel caso specifico, il controllore 'ground', cioè quelli che dirigono il traffico aereo di terra), essi si limitano ad autorizzare il pushback e la messa in moto, una volta ricevuta la richiesta dagli equipaggi dei singoli voli. Da quando questo avviene sono i marshall che hanno la responsabilità delle manovre, e l'equipaggio 'riprende' il controllo dell'aereo una volta che è stato liberato dal trattore e i motori sono avviati. Questo permette, nel caso di due aeromobili su stand contigui, di effettuare manovre contemporanee, oppure contribuisce a risolvere il ricorrente problema di rioccupare lo stand appena lasciato libero, sempre nell'ottica di garantire il sicuro, ordinato e spedito flusso del traffico aereo.